# Verchnij
Verchnij (in russo Верхний; in finlandese Vehkasaari) è una delle isole russe che si trova al confine finlandese nel golfo di Finlandia, nelle acque del mar Baltico. Amministrativamente fa parte del Vyborgskij rajon dell'oblast' di Leningrado, nel Circondario federale nordoccidentale.
Verchnij si trova 50 m a nord-est a sud di Malyj Pograničnyj. Adiacente a Verchnij, a nord-ovest si trova l'isola Ovečij (Овечий), mentre Bol'šoj Pograničnyj si trova a nord-est alla distanza di 1,5 km.
Sull'isola, fino al 1940, vi era una parte dell'insediamento di Martinsari, il cui centro era su Malyj Pograničnyj (isola che si chiamava in finlandese Martinsaari). Altre parti dello stesso insediamento erano su Tvërdyj, Ovečij e Vanhasaari.